# Hypomecis ratotaria
Hypomecis ratotaria är en fjärilsart som beskrevs av Swinhoe 1894. Hypomecis ratotaria ingår i släktet Hypomecis och familjen mätare. Inga underarter finns listade i Catalogue of Life.